# Симбиоза
Симбиоза је међусобно дејство две различите врсте организама које живе у блиској заједници дуг временски период успостављена због користи барем једног од њих.
У симбиози већи од организама је обично домаћин, а други је паразит или мутуалист. Појам симбиоза се некада везује само за дејство међу организмима у којем оба имају користи, међутим симбиоза има шире значење. Врсте односа у симбиози у зависности од корисности заједнице по организме који је чине могу бити:
- паразитизам - један организам има користи, а други штету
- коменсализам - један организам има користи, а други нема ни користи, ни штете
- мутуализам - дејство међу организмима које је повољно за обоје

Једном успостављени симбиотски односи могу да се мењају кроз сва три наведена типа односа, током дугог временског периода или у зависности од околности. Симбиотски односи и њихово успостављање представља битан фактор у еволуцији популација врста.

## Основни симбиотски односи
У основне симбиотске односе спадају различити облици симбиозе у ужем смислу дефинисани према томе да ли један од чланова у узајамном односу има корист а други трпи само штету (паразитизам), један има корист а други је без икаквог ефекта (коменсализам) или оба члана симбиозе имају корист (мутуализам).

### Паразитизам
Паразитизам је облик односа у коме паразит живи стално или привремено на домаћину или у његовој унутрашњости, не убијајући га моментално, или не убијајући га уопште.
Позната је изрека биолога Чарлса Сатерленда Елтона:
Предатор живи на рачун капитала, а паразит на рачун интереса.
У односима паразитизма животиња се храни на рачун друге животиње (свога домаћина) кога не убија одмах или га уопште не убија. Паразит може да живи стално или повремено на телу домаћина или у његовој унутрашњости.
Према месту где живе у односу на домаћина разликују се:
- ендопаразити
- ектопаразити

Ендопаразити живе на површини или у унутрашњости домаћина, док ектопаразити живе засебно од њега. Ендопаразити су најчешће паренхиматични и ваљкасти црви, а ектопаразити се срећу највише међу зглавкарима (Сл. 10.)
Прилагођености паразита се огледају како у морфолошким и физиолошким одликама попут продирања и смештаја у домаћину, тако и у коришћењу домаћинових сокова, ткива или његове хране. Ендопаразити живе у анаеробној средини и читав њихов метаболизам је прилагођен за такве услове. Они такође живе у одсуству светлости и то објашњава њихово одсуство чула вида док је једна од значајних морфолошких прилагођености потпуно одсуство цревног апарата. Такви облици живе нормално у цреву домаћина где преко тела апсорбују сварени цревни садржај.
Паразитима је у одређеном моменту и на одређеном ступњу њиховог развитка јако тешко да пронађу правог домаћина. Због тога су они посебно прилагођени у односу на њихову плодност и на ток њиховог животног циклуса. Бесполна фаза развића проузроковача маларије одиграва се у крви човека док се полна фаза одиграва у цреву комарца маларичара који се храни човековом крвљу. Тиме је омогућена улога комарца као преносиоца маларије. Такође, многи паразити су специфични за домаћина у коме живе, што је једна од њихових прилагођености.

#### Полупаразитизам
Посебну групу паразита чине полупаразити. Полупаразитске биљке од свог домаћина узимају само минералне материје и воду, док су у погледу фотосинтезе самосталне. Примери су жута и бела имела које паразитирају на гранама листопадног дрвећа и ситна имела на клеки. Значајна група контактних соакција су односи епифита (маховина и лијана према њиховим домаћинима). Епифитне биљке расту на површини других биљака, често у великом броју.

#### Периодични паразитизам
Прелазни облик представља периодични паразитизам где одређене животињске врсте паразитирају само у одређеном периоду живота. Полно зрели стадијум ваљкастог црва живи у цреву човека и изазива анемију код домаћина, док јаја и ларве живе слободним животом. Оне затим продиру у човека преко пијаће воде или активно пробијајући кожу човека и ту постају полно зреле.

#### Хиперпаразитизам
Хиперпаразитизам или суперпаразитизам је облик односа када паразити имају своје паразите, а такви паразити су хиперпаразити. Пример је псећа бува у којој живи ларва псеће пантљичаре.

### Коменсализам
Коменсализам је примитиван облик односа где је корист на страни првог организма, док други нема ни штете ни користи, односно за њега је однос неутралан.
Коменсализам се испољава у веома разноврсним облицима. Многе врсте инсеката живе у јазбинама и дупљама за становање других животиња, као што су колеоптери у јазбинама кртице или инсекти у гнездима мрава. Они ту налазе повољно место за живот а узимају и део хране од домаћина.
У неким случајевима организми се причврсте за друге организме или их прате на њиховим путовањима од којих добијају заштиту и део хране. Таква је мала морска рибица Remora remora која на глави има неку врсту пијавице. Помоћу ње се причвршћује за крупне селахије које је носе на велике даљине. Друга врста рибе која живи у коменсализмичком односу је Naucrates ductor. Она нема органе за причвршћивање и прати домаћине – ајкуле, од којих, верује се, добија заштиту и део хране.
Интимнији однос коменсализма је када један партнер живи стално или привремено у унутрашњим дупљама другог. Он наравно на њега не врши никакво неповољно дејство. То је случај са краткорепим морским раком Рак Pinnotheres који живи у плаштаној дупљи крупних пужева.
У коменсализам се у ужем смислу подразумевају и случајеви када коменсал користи остатке хране партнера. Такав је случај са неким морским рачићима који живе у ждрелној дупљи асцидија и узимају део хране од њих, или рачићима и рибама који живе у плаштаним дупљама великих шкољки и пужева. Ту спадају и протозе флагелати који живе у цреву сисара и хране се њиховим цревним бактеријама. У еволутивном смислу коменсализам с једне стране води ка мутуализму а с друге ка паразитизму.

### Мутуализам
Мутуализам је реципрочан и облигаторан однос између јединки две врсте. Дејство му је увек позитивно за оба партнера. Често се са појмом симбиозе повезује само мутуализам, иако је симбиоза општији појам и обухвата још врсти односа.
Класичан мутуалистички однос је однос рака пустињака и актиније. Рак самац живи у напуштеној љуштури пужа. Актинија ступа са раком пустињаком у однос тако што се причвршћује за његову љуштуру. Рак има корист од актиније јер му она служи као заштита од непријатеља, а актинија има корист зато што лакше долази до хране када рак самац прождире плен.
Још интимнији облик међусобног односа две животиње остварује се у мутуалистичким симбиотским односима у случајевима када један од партнера живи у унутрашњости другог. Симбиотске једноћелијске алге са зеленим и мрким пигментом (Zoohlorella и Zooxantella) сусрећу се у телу код већег броја морских и слатководних животиња, сунђера, дупљара, пљоснатих црва и других. Домаћини обично користе угљене хидрате и кисеоник који продукују алге, док алге користе угљендиоксид и азотне материје које луче домаћини.
Један од најраспрострањенијих облика мутуализма код биљака је појава микоризе, где у однос ступају неке више биљке (нарочито шумске) и гљиве. Мицелијум гљиве или обавија коренове домаћина или живи у ткиву његовог корена.
Познати мутуалистички односи постоје између многих виших биљака и извесних бактерија и гљива. Један од примера је мутуалистички однос између легуминоза и бактерија које живе у коренима домаћина и фиксирају азот из атмосфере. Тај фиксирани азот користи биљка – домаћин, а бактерије користе угљене – хидрате од биљке. Улога ових симбиотских бактерија је значајна за пољопривредне културе.
Најинтимнији облик мутуализма између биљних врста представља група лишајева који увек представљају симбиозу између алги и гљива. У овом односу симбиоза се развила до те мере да гљиве и алге изграђују самосталан организам који се дефинише као засебна таксономска јединица.
У групу мутуалистичких односа спада и однос између мрава и биљних ваши. Биљне ваши су инсекти меког тела, готово су потпуно без заштите. Хране се биљним соковима богатим водом и шећерима, али сиромашним амино киселинама. Због тога биљне ваши морају да усвоје велику количину сока да би обезбедили довољну количину протеина. Вишак воде и шећера избацују из тела кроз пар корникула, органа који се налазе на задњем делу тела инсеката. Неке врсте мрава развиле су способност да користе у исхрани овај излучени, храњиви сок. Они проналазе колоније биљних ваши и музу их, односно стимулишу лучење вишка сокова кроз корникуле. За узврат они биљне ваши активно штите од предатора и паразита. У неким случајевима чак и селе биљне ваши са биљке на биљку.
Од крупног еколошког значаја је опрашивање фанерогама посредством животиња, првенствено инсеката. Међу инсектима на првом месту су групе опнокрилаца, лептира, двокрилаца и стеница. Већину цветница опрашују бумбари, пчеле и муве, а постоји и уска специјализација где су одређене врсте опрашивача специјализоване да опрашују само одређене врсте биљака. Инсекти обављају велики посао и већина биљака се опрашује помоћу њих, док у тропским крајевима то обављају и птице (колибри) и слепи мишеви.

### Еволуција симбиотских односа
На основу истраживања, показало се да је вероватно да односи који започињу као паразитски могу током времена да еволуирају у мутуалистички однос. То се догађа тако што два организма еволуирају у правцу смањења штета за домаћина, јер ни један паразит не тежи да убије домаћина брзо пошто на тај начин смањује могућност сопственог преживљавања.
Постоје и примери где мутуалистички односи изгледа еволуирају у коменсалистичке или чак и паразитске. Неке паразитске гљиве изгледа да су еволуирале од предака који су живели у мутуалистичком односу у заједници сличној лишајевима. Неке бактерије које живе у нашем дигестивном тракту обезбеђују нам витамин К, па су дакле еволуирале од коменсала у мутуалисте.
Природа симбиотских односа може такође да се мења у зависности од околности. Неке гљиве, бактерије или праживотиње које без последица по здравље живе у људском организму могу да изазову опортунистичку инфекцију – постају паразити код људи са ослабљеним имунитетом. Пад имунитета код људи последица је других патолошких стања као што је на пример Сида.